# Meisenknödel

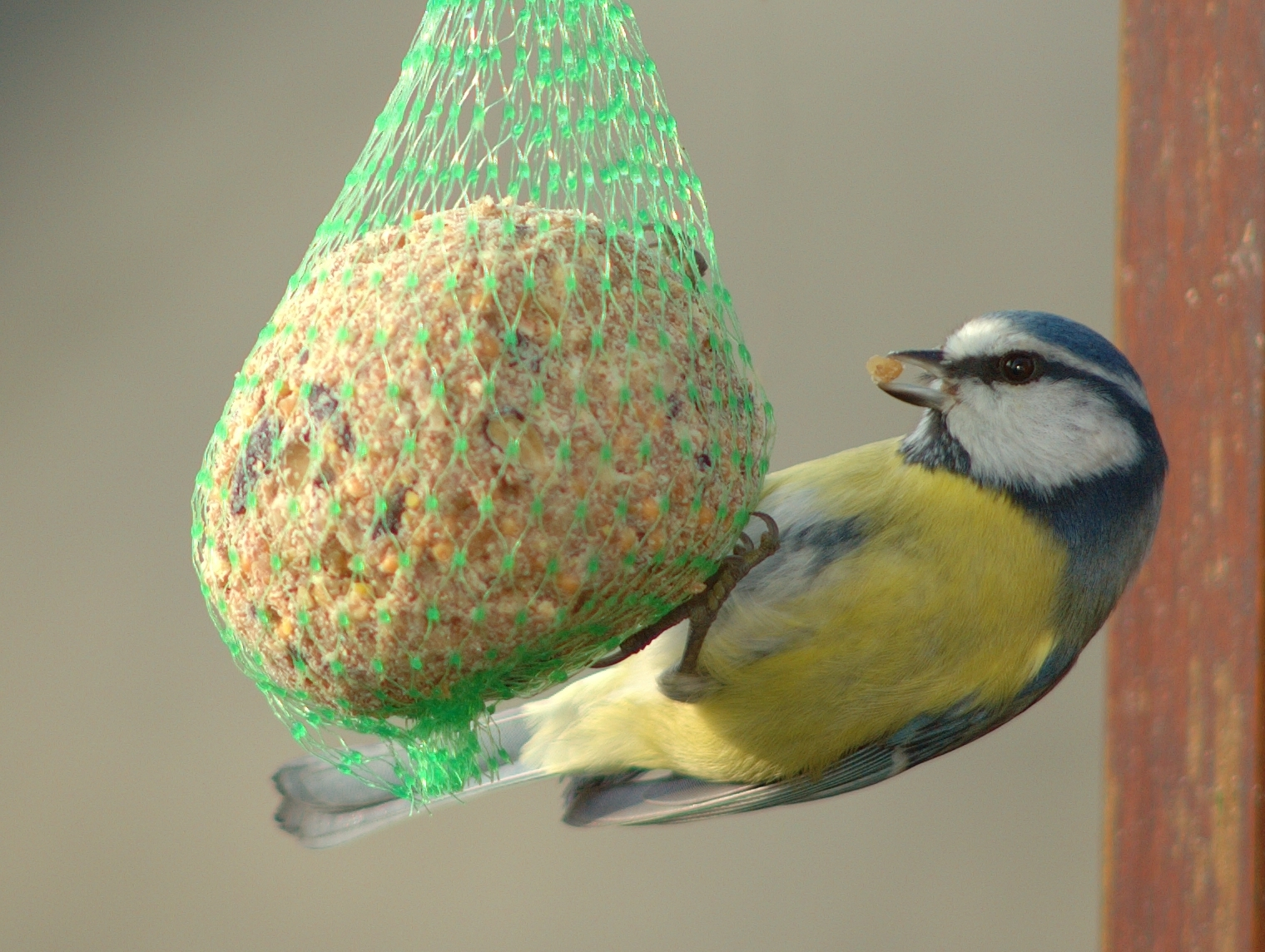
Blaumeise an einem Meisenknödel

Meisenknödel oder auch Futterknödel sind in ihrer Zusammensetzung auf die Bedürfnisse speziell von Meisen abgestimmte Winterfutter-Ergänzungen.

## Allgemein

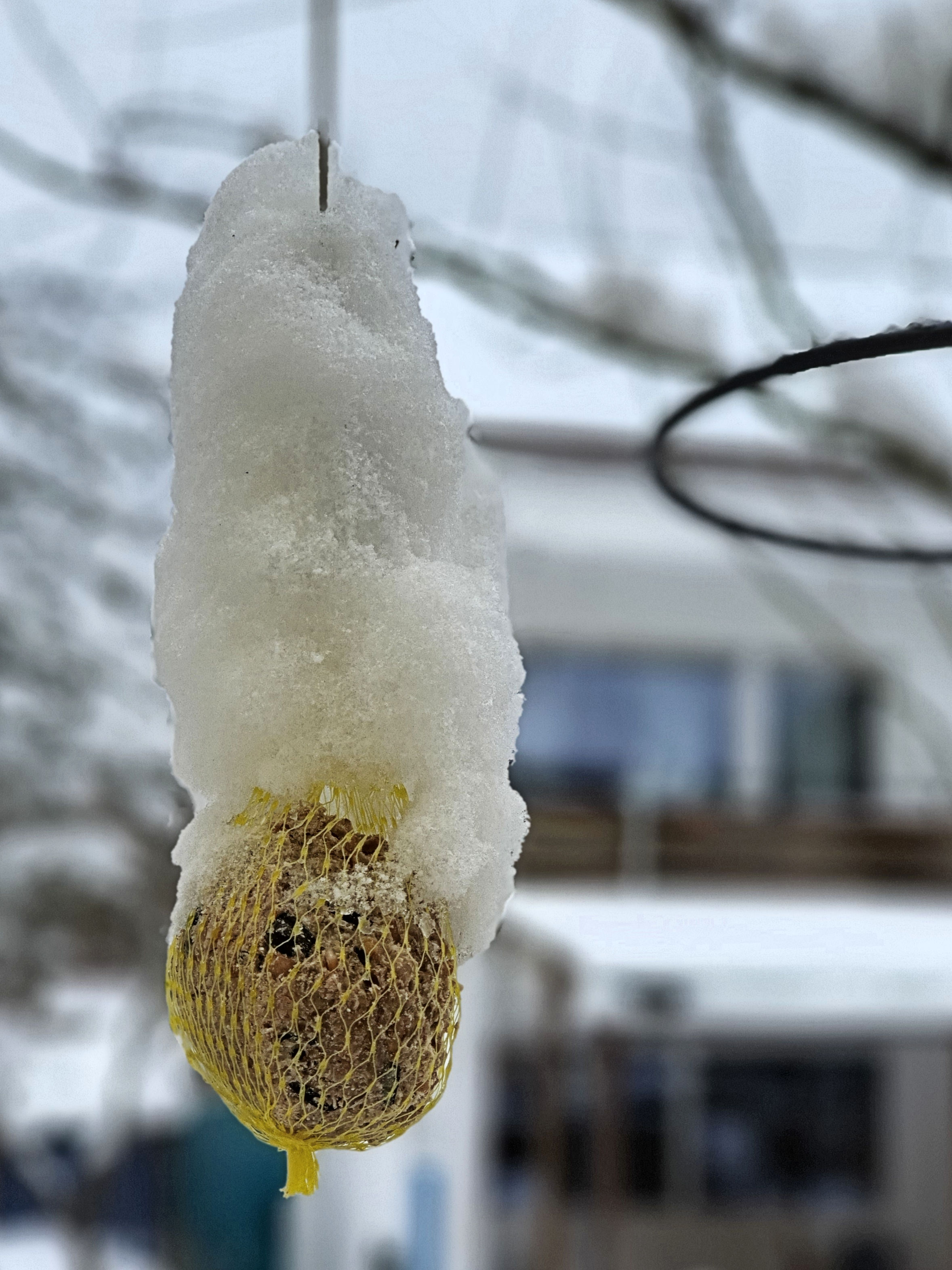
Im Winter eine wichtige Nahrungsquelle

Im Allgemeinen besteht ein Meisenknödel aus Sonnenblumenkernen, Weizen- und/oder Haferflocken, die mit Rinder-, Schweine- oder Kokosfett vermischt zu einer Kugel geformt und in ein grobmaschiges Netz gefüllt sind. Industriell hergestellte Meisenknödel gibt es in verschiedenen Zusammensetzungen, beispielsweise zusätzlich mit Insekten, Nüssen, Obst oder Beeren.
Meisenknödel werden hängend an geeigneten Stellen wie zum Beispiel Bäumen, Sträuchern oder Dächern befestigt.

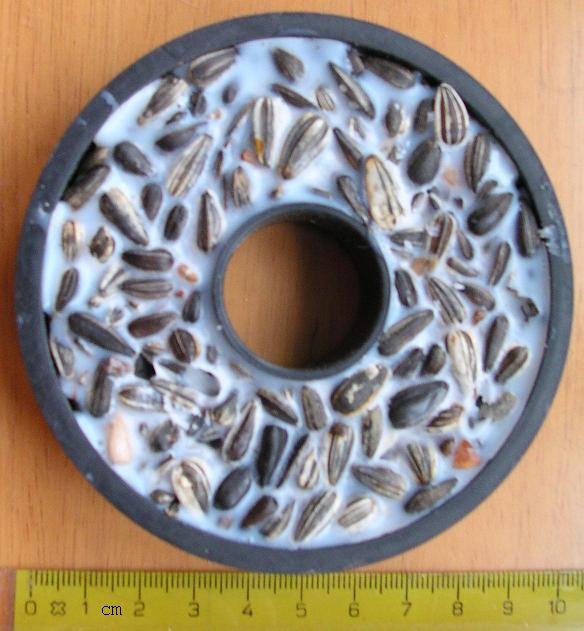
Meisenring

Außerdem gibt es Meisenringe. Man kann sie aus Talg und Kernen von Sonnenblumen machen.
Neben Meisen bedienen sich auch andere Vogelarten (beispielsweise Spechte und Sperlinge) sowie Eichhörnchen an der nahrhaften Winterfutterergänzung.

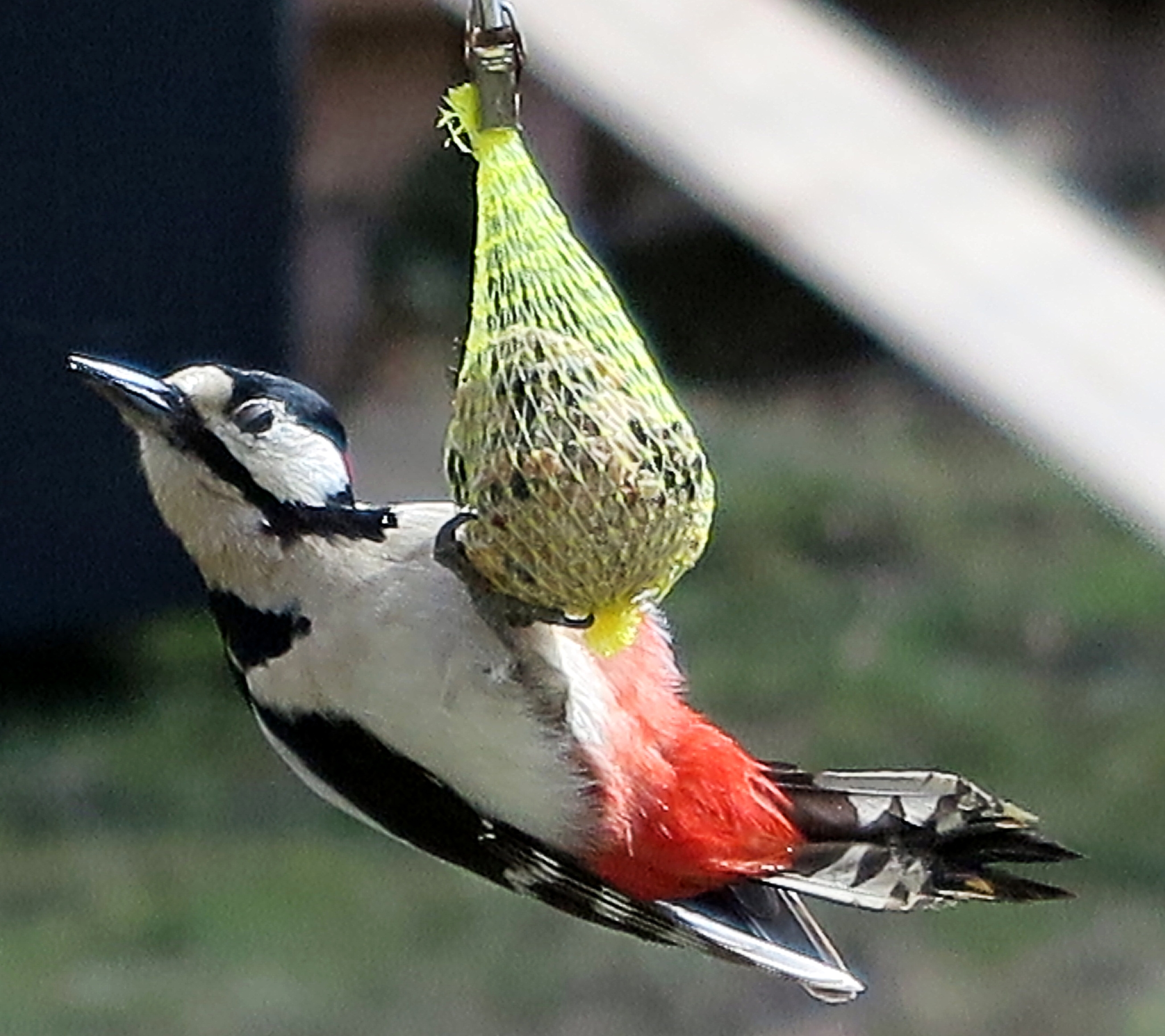
Specht am Meisenknödel

## Kritik
Neben der allgemeinen Kritik der künstlichen Zufütterung besteht bei Meisenknödeln noch das Risiko des Verhakens der Vögel in dem den Knödel umgebenden Netz. Auch können nur sehr wenige, häufige Vogelarten von dieser Darreichungsform profitieren. Die meisten anderen Arten, wie z. B. das Rotkehlchen, können sich an dem Netz nicht oder nur sehr schwer festhalten. Aus diesem Grund raten Vogelexperten zu Futterspendern und Meisenknödeln ohne Netz.